# Cmentarz żydowski w Cedyni
Cmentarz żydowski w Cedyni – powstał prawdopodobnie w pierwszej połowie XIX wieku i znajduje się w pobliżu ul. Kościuszki. Okres III Rzeszy przetrwał w dość dobrym stanie, lecz w czasach PRL popadł w zapomnienie i niszczał. Prowadzący na nim badania antropolodzy z Poznania usunęli część macew. Staraniem miejscowych społeczników odszukano i ustawiono siedem macew. Cechują się one brakiem elementów typowych dla żydowskiej sztuki sepulkralnej. Nekropolia jest wpisana do rejestru zabytków.